# Marty Sampson
Marty Sampson, född 31 maj 1979, är en låtskrivare och före detta lovsångsledare i Hillsong Church i Sydney, Australien. Han har medverkat i och skrivit sånger för både Hillsong Live och Hillsong United, bland annat By Your Side, Now That You're Near, Home, All Day, What the World Will Never Take, There Is Nothing Like, All I Need Is You och Deeper. 
Sampson och Joel Houston (son till Brian Houston) är lovsångsledare i Hillsong United som är och har sina rötter i Hillsong Churchs ungdomsgrupp.
Marty Sampson har även släppt två solo EP, skrivit sånger tillsammans med Delirious? samt under 2010 spelat in en skiva med hans band The Red Bikes.
I augusti 2019 meddelade han, via Instagram, att han tvivlar på sin kristna tro och kämpar med att hitta bevis för Guds existens..